# Lasioglossum divergens
Lasioglossum divergens är en biart som först beskrevs av Lovell 1905. Den ingår i släktet smalbin och familjen vägbin. Inga underarter finns listade i Catalogue of Life.

## Beskrivning
Ett avlångt, helsvart bi med mycket kort, gles, vit behåring. Vingarna är halvgenomskinliga med brunaktiga ribbor. Bakkroppen är glänsande och nästan helt hårlös. Honan blir 5 till 6 mm lång.

## Taxonomi
Artens taxonomiska ställning är omtvistad; vissa forskare anser att den är en synonym till Lasioglossum macoupinense.

## Ekologi
Arten, som flyger mellan maj och oktober, är polylektisk, den hämtar nektar och pollen från blommande växter ur många familjer: Korgblommiga växter, strävbladiga växter, korsblommiga växter, kaprifolväxter, ljungväxter, kransblommiga växter, dunörtsväxter, viveväxter, rosväxter och tamariskväxter.

## Utbredning
Utbredningsområdet omfattar Nordamerika från Nova Scotia i Kanada till Minnesota i USA och söderut till Georgia.